# Tân Phú, Châu Thành (An Giang)
Tân Phú là một xã thuộc huyện Châu Thành, tỉnh An Giang, Việt Nam.

## Địa lý
Xã Tân Phú nằm ở phía tây nam huyện Châu Thành, có vị trí địa lý:
- Phía bắc giáp xã Vĩnh An và thị trấn Vĩnh Bình
- Phía đông giáp xã Vĩnh Nhuận
- Phía tây giáp huyện Tri Tôn
- Phía nam giáp huyện Thoại Sơn.

Xã Tân Phú có diện tích 24,84 km², dân số năm 2019 là 3.641 người, mật độ dân số đạt 147 người/km².

## Hành chính
Xã Tân Phú được chia thành 3 ấp: Tân Lợi, Tân Thành và Tân Thạnh.

## Lịch sử
Quyết định 181-CP ngày 25 tháng 04 năm 1979 của Hội đồng Chính phủ điều chỉnh địa giới và đổi tên một số xã và thị trấn thuộc tỉnh An Giang, tách ấp Tân Phú của xã Vọng Thê lập thành một xã lấy tên là xã Tân Phú.
Quyết định 300-CP ngày 23 tháng 08 năm 1979 của Hội đồng Bộ trưởng, chia huyện Châu Thành thành hai huyện lấy tên là huyện Châu Thành và huyện Thoại Sơn, xã Tân Phú thuộc huyện Châu Thành.